# ミゲル・アンヘル・ロペス (自転車選手)
ミゲル・アンヘル・ロペス・モレーノ (Miguel Ángel López Moreno, 1994年2月4日 - )は、コロンビア 、ペスカ出身の自転車競技選手。

## 戦績
2014年
- ツール・ド・ラブニール
  -  総合優勝
  -  山岳賞
  - 区間1勝（第6）
- ブエルタ・ア・コロンビア U23 
  -  総合優勝
  - 区間1勝 （第4）

2015年
- ツール・ド・スイス 総合7位
- ブエルタ・ア・ブルゴス 総合4位
  -  ヤングライダー賞
  - 区間2勝 （第2 TTT, 第4）
- コロンビア選手権ロードレース 8位

2016年
- ツール・ド・サンルイス 総合4位
  -  ヤングライダー賞
  - 区間1勝（第6）
- ツール・ド・ランカウイ 総合3位
  - 区間1勝 （第4）
- ツール・ド・スイス
  -  総合優勝
- コロンビア選手権個人タイムトライアル 4位

2017年
- ツアー・オブ・オーストリア 区間優勝（第4ステージ）
- ブエルタ・ア・ブルゴス 区間優勝（第5ステージ）
- ブエルタ・ア・エスパーニャ
  - 区間2勝（第11、15ステージ）
  - 総合8位

2018年
- ツアー・オブ・オマーン ヤングライダー賞（第5ステージ優勝）
- アブダビ・ツアー　 ヤングライダー賞、総合3位
- ツアー・オブ・ジ・アルプス 区間優勝（第2ステージ）
- ジロ・デ・イタリア 総合3位、 ヤングライダー賞
- ブエルタ・ア・ブルゴス 区間優勝（第3ステージ）
- ブエルタ・ア・エスパーニャ 総合3位

2019年
- ツアー・コロンビア 総合優勝
- ボルタ・ア・カタルーニャ　総合優勝、ヤングライダー賞（第4ステージ優勝）
- ジロ・デ・イタリア 総合7位、 ヤングライダー賞
- ブエルタ・ア・エスパーニャ　総合5位、総合敢闘賞

2020年
- ヴォルタ・アン・アルガルヴェ 区間優勝（第4ステージ）
- ツール・ド・フランス　総合6位、区間優勝（第17ステージ）

2021年
- ブエルタ・ア・アンダルシア  総合優勝（第3ステージ優勝）
- モン・ヴァントゥー・デニヴェレ・チャレンジ（英語版） 優勝
- ブエルタ・ア・エスパーニャ　区間優勝（第18ステージ）

2022年
- ツアー・オブ・ジ・アルプス 区間優勝（第4ステージ）
- ブエルタ・ア・ブルゴス  山岳賞

2023年
- ブエルタ・ア・サンフアン  総合優勝（第5ステージ優勝）
- コロンビア選手権 優勝（個人タイムトライアル）

### グランツールの総合成績
| グランツール               | 2016 | 2017 | 2018 | 2019 | 2020 | 2021 | 2022 |
| -------------------------- | ---- | ---- | ---- | ---- | ---- | ---- | ---- |
| ジロ・デ・イタリア         | —    | —    | 3    | 7    | DNF  | —    | DNF  |
| ツール・ド・フランス       | —    | —    | —    | —    | 6    | DNF  | —    |
| ブエルタ・ア・エスパーニャ | DNF  | 8    | 3    | 5    | —    | DNF  | 4    |